# Ipomoea chodatiana
Ipomoea chodatiana är en vindeväxtart som beskrevs av O'donell. Ipomoea chodatiana ingår i släktet praktvindor, och familjen vindeväxter. Inga underarter finns listade i Catalogue of Life.